# 보좌관 - 세상을 움직이는 사람들
《보좌관 - 세상을 움직이는 사람들》은 JTBC에서 2019년 6월 14일부터 2019년 7월 13일까지 방송된 금토드라마이다.

## 줄거리
스포트라이트 뒤에서 세상을 움직이는 리얼 정치 플레이어들의 위험한 도박. 권력의 정점을 향한 슈퍼 보좌관 장태준의 치열한 생존기.

## 등장 인물

### 주요 인물
- 이정재 : 장태준 역 - 송희섭 의원실 수석보좌관. 강선영과는 연인사이. 경찰출신.
- 신민아 : 강선영 역 - 대한당 비례대표 초선 의원. 당 대변인. 장태준과는 연인 사이이며 변호사 출신.
- 이엘리야 : 윤혜원 역 - 송희섭 의원실 6급 비서. 도담일보 기자출신.
- 김동준 : 한도경 역 - 송희섭 의원실 인턴.
- 정진영 : 이성민 역 - 성진시 진구 무소속 초선 의원
- 김갑수 : 송희섭 역 - 대한당 원내대표. 4선 국회의원. 전직 검사 출신.
- 정웅인 : 오원식 역 - 송희섭 의원실 지역구 보좌관.
- 임원희 : 고석만 역 - 강선영 의원실 수석 보좌관.

### 조갑영 의원실
- 김홍파 : 조갑영 역 - 대한당 의원. 환경노동위원회 상임위원장. 이기적인 기회주의자 정치인.
- 이철민 : 김형도 역 - 조갑영 의원실 수석 보좌관.

### 삼일회
- 고인범 : 성영기 역 - 영일그룹 명예회장. 삼일회 수장. 권력보다 돈의 힘을 믿는 자.
- 유성주 : 이창진 역 - 주진화학 대표. 삼일회 총무. 웃음으로 속내를 감춘 사업가.

### 주변 인물
- 김응수 : 장춘배 역 (특별출연) - 장태준의 아버지.
- 전진기 : 이귀동 역 - 송희섭 의원실 7급 수행비서.
- 전승빈 : 김종욱 역 - 송희섭 의원실 5급 비서관.
- 도은비 : 노다정 역 - 송희섭 의원실 9급 행정비서.
- 박명신 : 여숙희 역 - 한도경의 어머니, 세탁소 운영 중.
- 김서하 : 이인수 역 - 이성민 의원실 수석 보좌관.

### 그 외 인물
- 김익태 : 이상국 역- 대한당 국회의원. 국회 법사위원장.
- 남성진 : 안현민 역 - 대한당 국회의원.
- 박건 : 서형철 역 - 대검찰청 검사. 조갑영 의원계 검찰인맥. 조갑영 의원의 대학 동문 후배.
- 이순원 : 이형사 역 - 장태준의 경찰인맥이자, 장태준의 경찰 시절 경찰 후배.
- 손소망 : 이진아 역
- 민상우
- 이지혁
- 이시영
- 박혜윤
- 이민지
- 이현정
- 김인묵
- 유하복 : 박종길 역 - 법무부 장관.
- 육소영
- 강운
- 송대선
- 김동현
- 지소연 : 김미진 아나운서 역 - 토론 방송 진행자.
- 서동석
- 원춘규
- 성이언

### 특별출연
- 차순배 : 보좌관 역 - 법무부 장관 보좌관.
- 이한위 : 비서실장 역 - 청와대 비서실장.

## 촬영지
- 부쿠
- 담양 레이나 CC
- 국회둔지주차장
- W스트리트
- 아트리움
- 인천국제공항

## 시청률
최저 시청률과 최고 시청률은 시청률 조사회사와 지역별로 시청률에 차이가 있을 수 있습니다.
| 2019년      | 2019년      | 2019년         | 2019년         | 2019년       |
| 회차        | 방송일      | 회차 제목      | AGB 시청률     | AGB 시청률   |
| 회차        | 방송일      | 회차 제목      | 대한민국(전국) | 서울(수도권) |
| ----------- | ----------- | -------------- | -------------- | ------------ |
| 제1회       | 6월 14일    | 6g의 배지      | 4.375%         | 5.592%       |
| 제2회       | 6월 15일    | 파열           | 4.545%         | 4.675%       |
| 제3회       | 6월 21일    | 선택의 이유    | 4.436%         | 4.637%       |
| 제4회       | 6월 22일    | 도미노         | 4.398%         | 4.532%       |
| 제5회       | 6월 28일    | 딜레마         | 4.012%         | 3.786%       |
| 제6회       | 6월 29일    | 불빛           | 4.039%         | 3.904%       |
| 제7회       | 7월 5일     | 매듭           | 4.087%         | 4.091%       |
| 제8회       | 7월 6일     | 낙화           | 4.974%         | 5.090%       |
| 제9회       | 7월 12일    | 6g의 대가      | 4.379%         | 4.185%       |
| 제10회      | 7월 13일    | 돌이킬 수 없는 | 5.314%         | 5.616%       |
| 평균 시청률 | 평균 시청률 | 평균 시청률    | 4.456%         | 4.611%       |

## 수상 및 후보
| 연도 | 시상식                      | 부문              | 수상작(자) | 결과 | 출처 |
| ---- | --------------------------- | ----------------- | ---------- | ---- | ---- |
| 2019 | 제12회 코리아 드라마 어워즈 | 남자 최우수연기상 | 이정재     | 후보 |      |

## 참고 사항
- 이 드라마는 실제와 관련 없는 허구의 내용임을 밝힌다.
- 이 화면은 레터박스로 구성되었다.

## 같이 보기
- 대한민국의 텔레비전 드라마 목록 (ㅂ)
- 2019년 대한민국의 텔레비전 드라마 목록